# Maria Christina van Saksen-Coburg
Maria Christina Daphné Astrid Elisabeth Léopoldine van Saksen-Coburg (Laken, 6 februari 1951) is het tweede kind van Leopold III van België en prinses Lilian Baels.
Op 15 december 1960 leerde heel België haar kennen als bruidsmeisje op het huwelijk van haar halfbroer koning Boudewijn met doña Fabiola Mora y Aragón. Marie-Christine was er zozeer door aangedaan, dat ze de rest van de plechtigheid op de televisie moest volgen.
Als dochter van een koning die gedwongen was af te treden (zie Koningskwestie) en een moeder die nooit koningin zou worden, was de jeugd van Marie-Christine niet gemakkelijk. De situatie zette haar aan tot rebellie. In de loop van de jaren liet ze duidelijk merken dat ze geen blad voor de mond zou nemen, en alle huwelijken die voor haar gearrangeerd werden, wees ze af. Bovendien verweet ze haar moeder een dominante rol te spelen en gespeend te zijn van enige menselijke warmte. In de interviews die ze her en der toestond, beklaagde ze zich vaak over de zware straffen die ze had gekregen en de onrechtvaardigheid die ze had ondervonden. Ook het feit dat ze een eigen moeder gemist had, opgevoed werd door (afwisselende) nanny's en haar mama die haar niet geloofde toen ze als jongedame misbruikt werd, zou haar erg getekend hebben.
In 1981 besloot ze naar Toronto in Canada te gaan. Om er te kunnen blijven huwde zij met de homoseksuele Paul Druckner, een barpianist die dertien jaar ouder was dan zij. Ze vestigde zich later in Los Angeles met de Franse restaurateur Jean-Paul Gourgues, met wie ze op 28 september 1989 trouwde.
Marie-Christine hoorde het nieuws van het overlijden van haar vader via de televisie. Ze vertrok naar België om afscheid te nemen; haar aanwezigheid beperkte zich tot een privé-bezoek op de avond voor de begrafenis.
Marie Christine droomde van een carrière in de filmwereld. Ze raakte naar eigen zeggen "bevriend" met Elizabeth Taylor, Arnold Schwarzenegger en Jamie Lee Curtis. De Hollywooddroom was geen lang leven beschoren.
Marie-Christine ging niet naar de begrafenis van koning Boudewijn. Ze verklaarde dat haar halfbroer de enige was geweest die haar ooit de hand had gereikt wanneer ze die nodig had gehad. In 2004 publiceerde zij haar memoires onder de titel 'De breuk', waarin zij openhartig vertelt over haar jeugd, de relatie met haar vader Leopold en haar moeder, haar liefdesrelaties en haar eigen volwassen leven. 

## Publicatie
- La Brisure, autobiografie, uitg. Luc Pire, 2005.